# Watermolen Ter Rijst

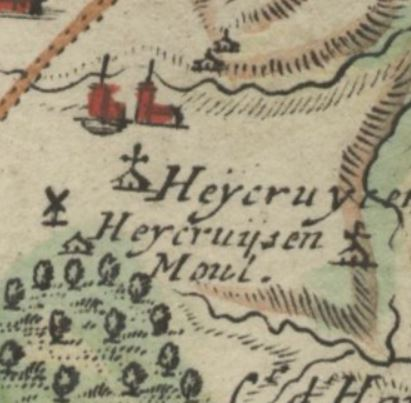
Watermolen Ter Rijst op de kaart van Eugène-Henri Fricx

Watermolen Ter Rijst was een watermolen van het type onderslag uit de 15 de eeuw gelegen in Heikruis (Pepingen) en verbonden aan het domein van het kasteel van Ter Rijst. 

## Historiek
De molen was een graanwatermolen en had een onderslagrad. Hij was gelegen op de Harebeek. In 1465 werd de watermolen voor het eerst vermeld. De molen was ook gekend als de molen Te Rest, molen Riseloo of Risoir. Op de Fricxkaart uit 1712 staat hij tevens vermeld. Tegen 1746 was hij reeds verdwenen.

### Ontsluiting van de historiek van de  molen
De locatie is een halte op de Molenfietsroute Pepingen. Deze wandel-/fietsroute is een onderdeel van de Molenbox, ontwikkeld door de Erfgoedcel Pajottenland Zennevallei in 2009. In 2023 werd de locatie van de voormalige molen door de gemeente Pepingen ontsloten via een QR-code.